# Château de Miremont (Mauzens-et-Miremont)
Pour les articles homonymes, voir Château de Miremont.
Le château de Miremont est situé en Dordogne dans la commune de Mauzens-et-Miremont.
La châtellenie de Miremont comprenais Miremont, Mauzens, Savignac-de-Miremont, Saint-Cernin-de-Reilhac, Mortemart, Fleurac, Manaurie, une partie de Rouffignac et une partie de Journiac.

## Géographie
Le château de Miremont est situé à 1 km du bourg du village, sur un éperon. Le château domine le bourg castral de Miremont et les vallées du Manaurie et du Brungidou. D’où le nom de Miremont (mire : regarder).

## Historique

### La guerre de Cent Ans
Après la prise de Bergerac, le 24 août 1345, la seigneurie de Limeuil est occupée par des garnisons anglaises. Jean de Galard, Baron de Limeuil et Miremont est fait prisonnier à Bergerac. Ses places fortes capitulent les unes après les autres. Miremont selon Froissart résiste trois jours aux Anglais. Miremont fut repris par les Français, puis les Anglais tour à tour. Henry de Grosmont, le comte de Derby, ordonne la réparation et l'achèvement des remparts.

## Architecture
Certains murs présentent un appareil en arête-de-poisson, ce qui indiquerait une construction au XIe.
- Donjon roman à contreforts plats du XIIe, remanié à la Renaissance.
- Certains bâtiments dont le donjon, présentent des voûtes.

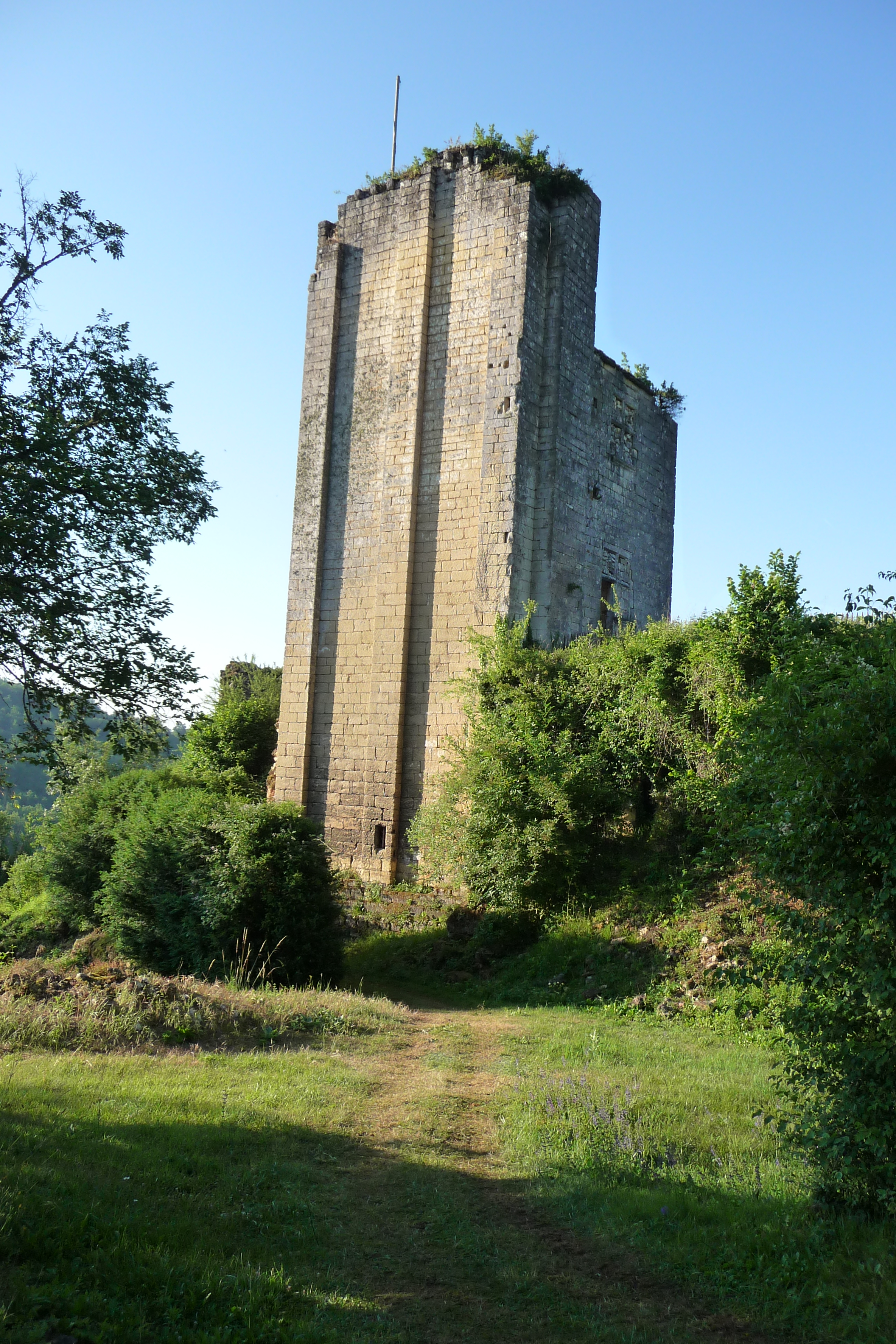
Le mur bouclier qui protège le donjon.
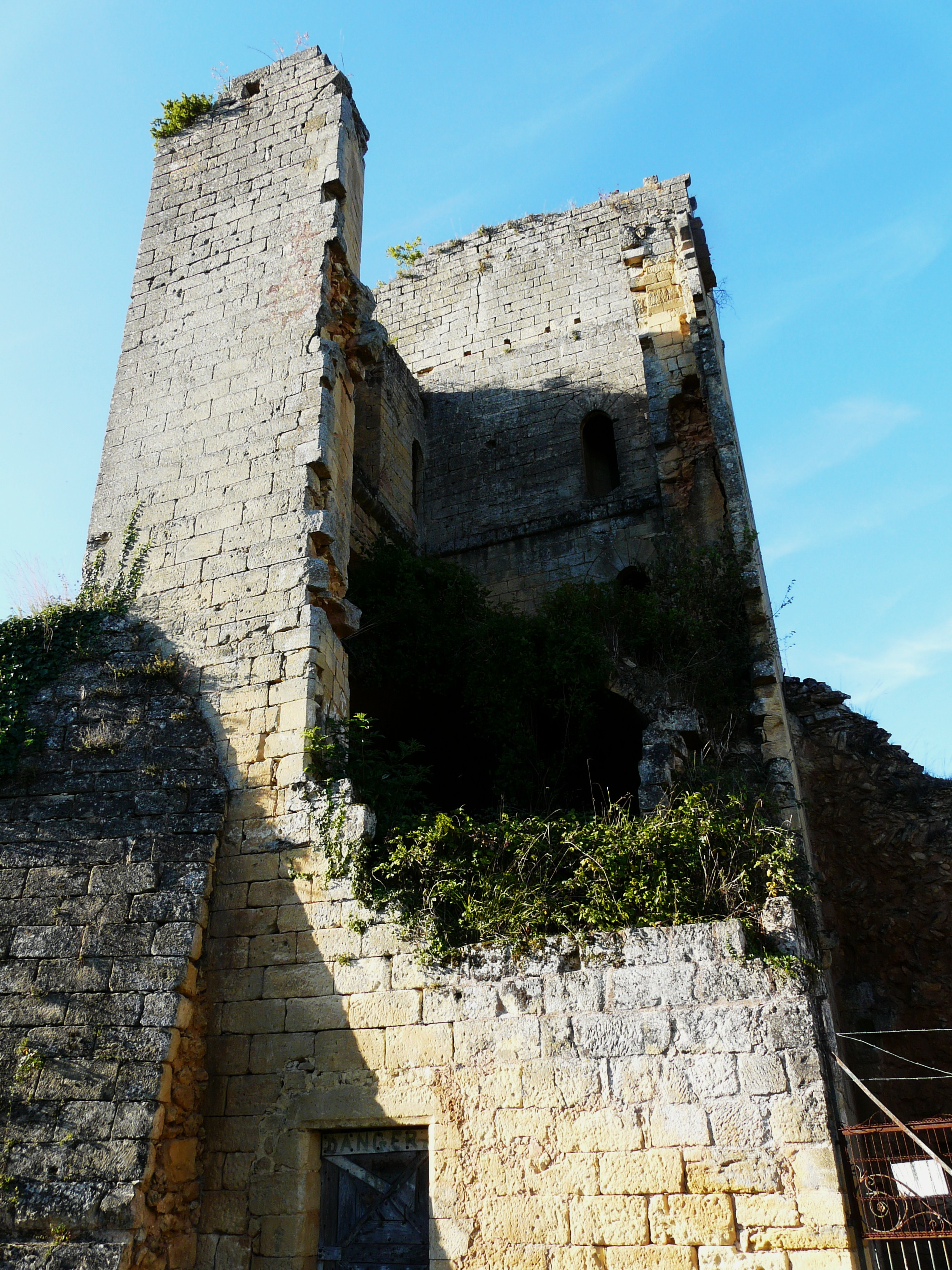
Angle endommagé par les travaux de la ligne de chemin de fer.
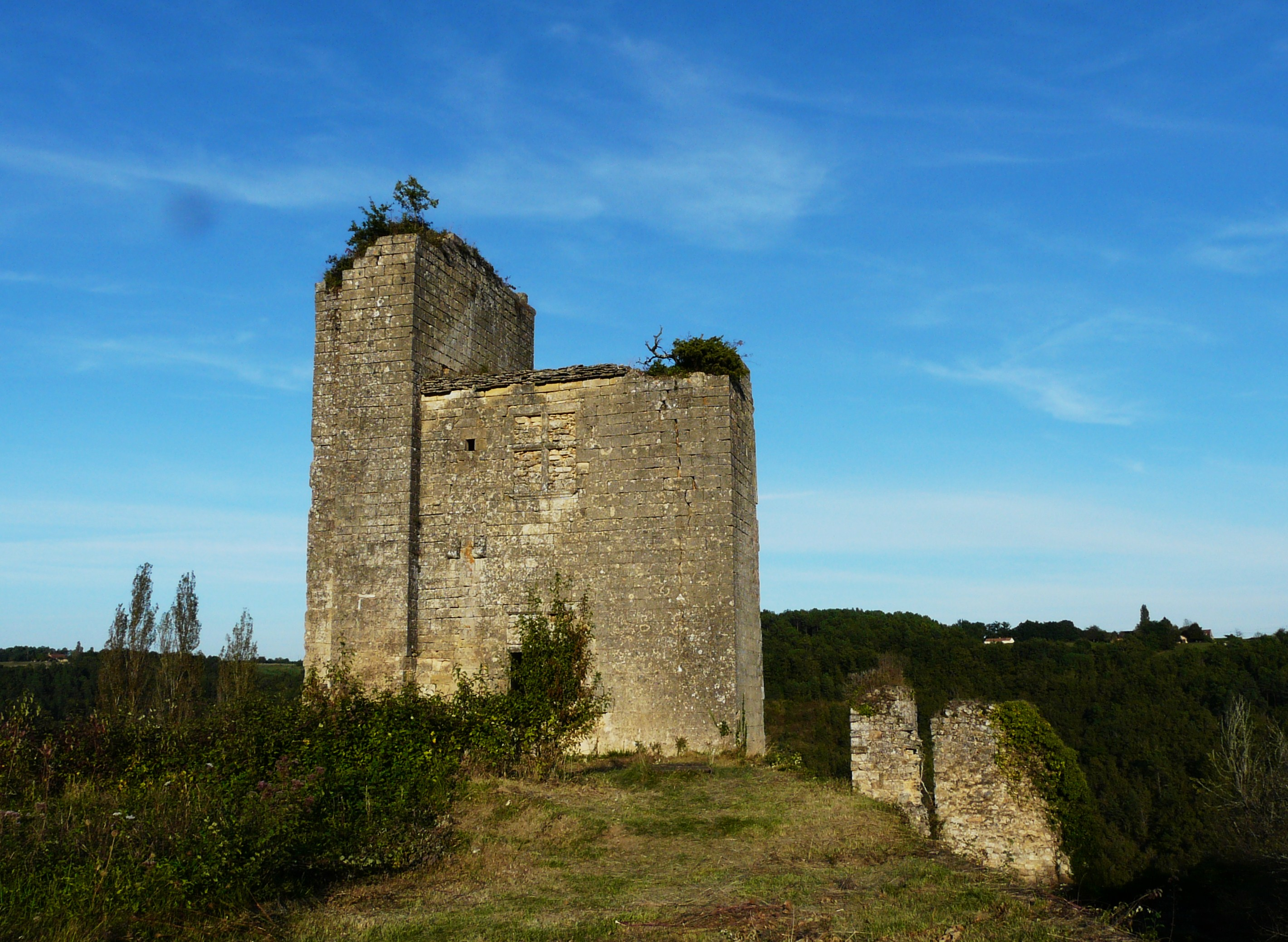
Fenêtres à meneaux murées.
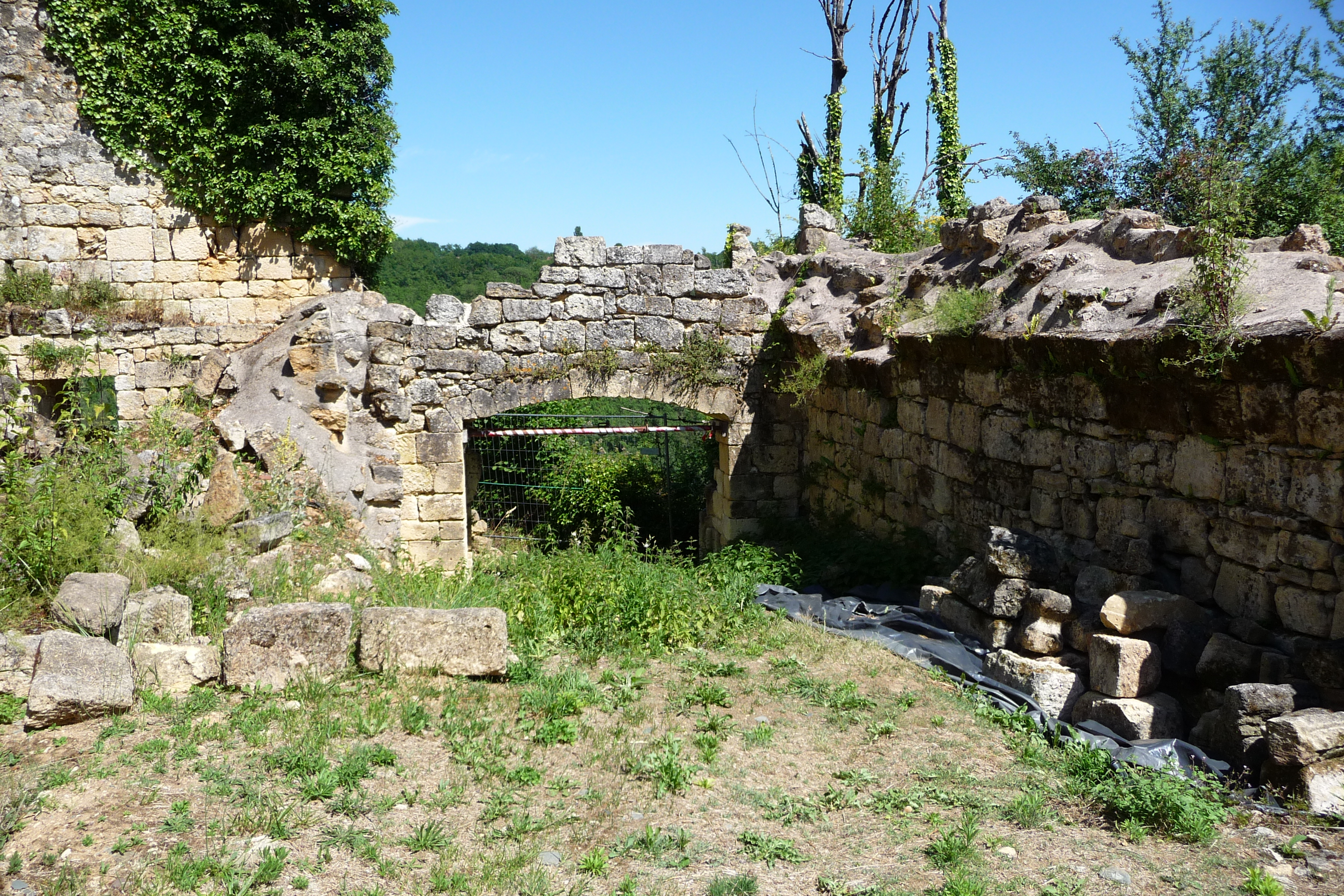
Porte voutée d'accès au château.